# Sweet Afton
Sweet Afton  es un poema lírico que describe el paso del agua del río Afton en Ayrshire, Escocia. 

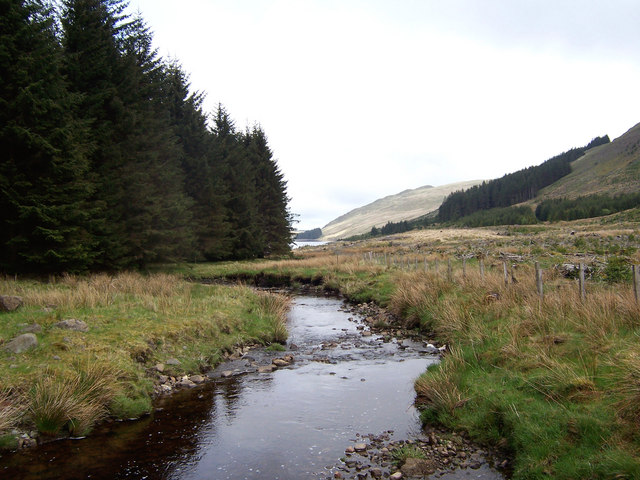
Río Afton

## Autor
Fue escrito por Robert Burns en 1791 y musicalizado por Jonathan E. Spilman en 1837, bajo el título "Fluye suavemente, dulce Afton". Este poema fue publicado originalmente por Burns en el Scots Musical Museum como una canción, todavía cantada hoy tal como se publicó. .
"Sweet Afton" contiene una serie de monosílabos que contribuyen a un ritmo suave y relajante. Puede ser visto como un himno a la paz. El poema está en la métrica 11 - 11 - 11- 11. La Universidad de Carolina del Sur usa esta canción como melodía para sus eventos, " We Hail Thee Carolina ".
En el tercer verso hace alusión a María, probablemente sea Mary Campbell, muchacha de la que se enamoró, y murió a los 20 años, según la Enciclopedia Británica, aunque otras fuentes (The Guardian) la citan como Mary Morrison.
En total, Burns participó en unas 330 canciones para "The Scots Musical Museum", una obra de seis volúmenes, y para "A Select Collection of Original Scottish Airs for the Voice" de George Thomson en cinco volúmenes (1793-1818).)
Cita de Robert Burns: "Las canciones escocesas antiguas son, ya sabes, uno de mis estudios favoritos y una de mis actividades". .

## Opinión
Sobre la obra de Robert Burns, el poeta y premio nobel irlandés, Seamus Heaney que reconoce la influencia  de Burns opina: «La sonoridad de Burns, su elección de las palabras, sus rimas y metáforas, todo ello redujo al mínimo la distancia entré mí y la poesía que encontré en el libro de poesía de la escuela primaria [...]. Él no decepcionó ni a la Musa ni a nosotros ni a sí mismo como uno de los instrumentos elegidos por la poesía».

## Versiones cantadas
La canción es cantada por Mary Bennett (interpretada por Marsha Hunt) en la versión de 1940 de Orgullo y prejuicio  También se menciona en el Capítulo IX de la novela ganadora del Premio Pulitzer de MacKinlay Kantor, "Andersonville" (1955). En el episodio de Andy Griffith Show "Mayberry Goes Hollywood" (1961), un ciudadano de Mayberry canta "Sweet Afton" para darle una serenata a un productor de cine de Hollywood que está de visita.

## Homenajes
En la ciudad de New Cumnock en East Ayrshire hay un puente que cruza el río Afton y un monolito con una placa que conmemora a Robert Burns y este gran poema.

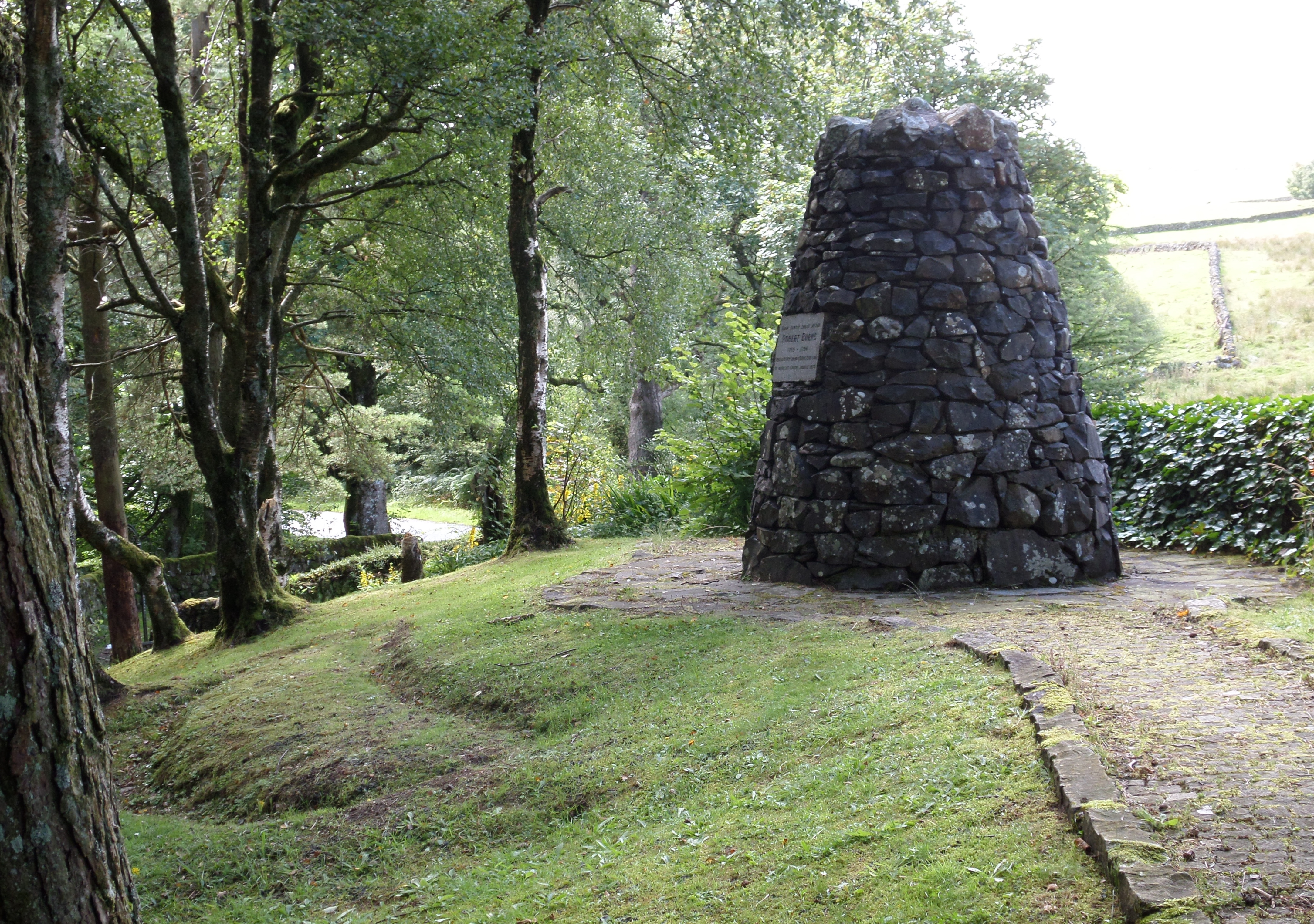
Placa homenaje a Robert Burns en New Cumnock (East Ayrshire)

## Fragmento
Fluye suavemente, dulce Afton, entre tus laderas verdes

fluye suavemente, y yo canto contigo una canción en tu alabanza

María está dormida junto a tu corriente murmurante

Fluye suavemente, dulce Afton, no perturbes su sueño

Paloma común cuyo eco resuena a través de la cañada,

mirlos salvajes que silban en esa guarida espinosa,

avefría de cresta verde, tu antepasado que grita,

te pido que no molestes a mi bella dormida

.

## Procedencia
- Esta obra contiene una traducción  derivada de «Sweet Afton» de Wikipedia en inglés, publicada por sus editores bajo la Licencia de documentación libre de GNU y la Licencia Creative Commons Atribución-CompartirIgual 4.0 Internacional.

- Datos: Q7655193